# 呂号第二十七潜水艦
|          | |
| 艦歴     | |
| 計画     | 大正7年度計画 |
| 起工     | 1921年7月16日 |
| 進水     | 1922年7月22日 |
| 就役     | 1924年7月31日 |
| 除籍     | 1940年4月1日 |
| その後   | 1940年4月1日廃潜第7号と仮称、潜水学校に繋留し練習艦として使用 その後、呉でハルクとして使用 1947年10月播磨造船所呉船渠で解体完了 |
| 性能諸元 | |
| 排水量   | 基準：770トン 水中：1,080トン                                                                                                   |
| 全長     | 74.2m |
| 全幅     | 6.1m |
| 吃水     | 3.7m |
| 機関     | ズルツァー式2号ディーゼル2基 電動機、2軸 水上：2,600馬力 水中：1,200馬力                                                        |
| 速力     | 水上：17kt 水中：9kt |
| 航続距離 | 水上：10ktで6,000海里 水中：4ktで85海里                                                                                         |
| 燃料     | 重油 |
| 乗員     | 45名 |
| 兵装     | 28口径8cm高角砲1門 7.7mm機銃1挺 53cm魚雷発射管 艦首4門                                                                          |
| 備考     | 安全潜航深度：45.7m |

呂号第二十七潜水艦（ろごうだいにじゅうしちせんすいかん）は、日本海軍の潜水艦。呂二十六型潜水艦（海中4型）の2番艦。竣工時の艦名は第五十八潜水艦。

## 艦歴
1921年（大正10年）7月16日、横須賀海軍工廠で起工。1922年（大正11年）7月22日進水。1924年（大正13年）7月31日竣工。竣工時の艦名は第五十八潜水艦、二等潜水艦に類別。1924年（大正13年）11月1日、呂号第二十七潜水艦に改称。1938年（昭和13年）6月1日、艦型名を呂二十六型に改正。1940年（昭和15年）4月1日に除籍され、廃潜第7号と仮称、海軍潜水学校に繋留し練習艦として使用。その後、呉でハルクとして使用。1947年（昭和22年）10月、播磨造船所呉船渠で解体完了。
今までの海中型を改善したものだが、スルザー機関の不調により速力が低下し、日本海軍は艦隊随伴型の潜水艦を中型で実現するのは困難と判断し、大型潜水艦の海大型開発に重点を置くようになった。

## 歴代艦長
※艦長等は『日本海軍史』第9巻・第10巻の「将官履歴」及び『官報』に基づく。

### 艤装員長
- 関禎 少佐：1923年12月1日 - 1924年2月20日

### 艦長
- 関禎 少佐：1924年2月20日 - 12月1日
- 三戸寿 大尉：1924年12月1日 - 1925年12月1日
- 秋山勝三 少佐：1925年12月1日 - 1927年12月1日
- 島本久五郎 少佐：1927年12月1日 - 1928年12月10日
- 今里博 大尉：1928年12月10日 - 1929年11月1日
- （兼）深谷惣吉 大尉：1929年11月1日 - 11月30日
- 水口兵衛 大尉：1929年11月30日[7] - 1930年4月1日[8]
- 浜野元一 大尉：1930年4月1日[8] - 1930年11月15日[9]
- 岡田有作 大尉：1930年11月15日[9] - 1931年4月1日[10]
- 服部邦男 大尉：1931年4月1日[10] - 12月1日[11]
- 楢原省吾 大尉：1931年12月1日 - 1934年3月20日
- （兼）辻村武久 中佐：1934年3月20日 - 1934年7月16日
- 楢原省吾 少佐：1934年7月16日 - 1934年11月15日
- 内野信二 少佐：1934年11月15日[12] - 1935年11月15日[13]
- 殿塚謹三 少佐：1935年11月15日[13] - 1936年2月15日[14]
- 小川綱嘉 大尉：1936年2月15日[14] - 12月1日[15]